# Дракуља Бандулуј (Муреш)
Дракуља Бандулуј (рум. Drăculea Bandului) насеље је у Румунији у округу Муреш у општини Банд. Oпштина се налази на надморској висини од 315 m.

## Становништво
Према подацима из 2002. године у насељу је живело 156 становника.

### Попис2002.
| Расподела становништва по националности 2002.‍ | Расподела становништва по националности 2002.‍ | Расподела становништва по националности 2002.‍ | Расподела становништва по националности 2002.‍ | Расподела становништва по националности 2002.‍ |
| --------------------------------------------- | --------------------------------------------- | --------------------------------------------- | --------------------------------------------- | --------------------------------------------- |
|                                               |                                               |                                               |                                               |                                               |
| Румуни                                        | Румуни                                        |                                               | 124                                           | 79,5%                                         |
| Мађари                                        | Мађари                                        |                                               | 32                                            | 20,5%                                         |